# Lukas Spalvis
Lukas Spalvis (* 27. července 1994, Vilnius, Litva) je litevský fotbalový útočník a reprezentant, od léta 2016 hráč klubu Sporting Lisabon. Má také německé občanství.
V dresu Aalborg BK se stal v sezóně 2015/16 nejlepším kanonýrem dánské Superligaen, nastřílel celkem 18 branek.
V roce 2015 získal v Litvě ocenění fotbalista roku.

## Klubová kariéra
- SV Weil 1910 (mládež)
- SC Freiburg (mládež)
- Aalborg BK (mládež)
- Aalborg BK 2013–2016
- Sporting Lisabon 2016–

## Reprezentační kariéra
Reprezentoval Litvu v mládežnických kategoriích včetně U21.
V A-mužstvu litevské reprezentace debutoval 5. 3. 2014 v přátelském zápase v Aksu proti Kazachstánu, které skončilo remízou 1:1.